# Kanton Auzances
Der Kanton Auzances (okzitanisch Canton Ausança) ist seit 1790 ein französischer Kanton im Arrondissement Aubusson im Département Creuse in der Region Nouvelle-Aquitaine; sein Hauptort ist Auzances.

## Lage
Der Kanton liegt im Südosten des Départements Creuse.

## Geschichte
Der Kanton entstand am 15. Februar 1790. Von 1801 bis 2015 gehörten zwölf Gemeinden zum Kanton Auzances. Mit der Neuordnung der Kantone in Frankreich wechselten weitere 23  Gemeinden aus anderen Kantonen zum Kanton Auzances. Diese kommen aus den Kantonen Crocq (14 Gemeinden) und La Courtine (9 Gemeinden).

## Gemeinden
Der Kanton besteht aus 35 Gemeinden mit insgesamt 7476 Einwohnern (Stand: 1. Januar 2022) auf einer Gesamtfläche von 702,39 km²:
| Gemeinde                   | Einwohner 1. Januar 2022 | Fläche km² | Dichte Einw./km² | Code INSEE | Postleitzahl |
| -------------------------- | ------------------------ | ---------- | ---------------- | ---------- | ------------ |
| Auzances                   | 1.153                    | 7,08       | 163              | 23013      | 23700        |
| Basville                   | 167                      | 22,57      | 7                | 23017      | 23260        |
| Beissat                    | 30                       | 14,49      | 2                | 23019      | 23260        |
| Brousse                    | 31                       | 3,63       | 9                | 23034      | 23700        |
| Bussière-Nouvelle          | 75                       | 8,52       | 9                | 23037      | 23700        |
| Chard                      | 206                      | 14,12      | 15               | 23053      | 23700        |
| Charron                    | 194                      | 30,11      | 6                | 23054      | 23700        |
| Châtelard                  | 29                       | 2,42       | 12               | 23055      | 23700        |
| Clairavaux                 | 151                      | 27,55      | 5                | 23063      | 23500        |
| Crocq                      | 389                      | 14,16      | 27               | 23069      | 23260        |
| Dontreix                   | 405                      | 47,45      | 9                | 23073      | 23700        |
| Flayat                     | 300                      | 43,53      | 7                | 23081      | 23260        |
| La Courtine                | 737                      | 41,42      | 18               | 23067      | 23100        |
| La Mazière-aux-Bons-Hommes | 56                       | 10,24      | 5                | 23129      | 23260        |
| La Villeneuve              | 45                       | 4,45       | 10               | 23265      | 23260        |
| La Villetelle              | 166                      | 16,14      | 10               | 23266      | 23260        |
| Le Compas                  | 192                      | 16,54      | 12               | 23066      | 23700        |
| Le Mas-d’Artige            | 94                       | 16,21      | 6                | 23125      | 23100        |
| Les Mars                   | 181                      | 12,90      | 14               | 23123      | 23700        |
| Lioux-les-Monges           | 55                       | 7,32       | 8                | 23110      | 23700        |
| Magnat-l’Étrange           | 240                      | 25,87      | 9                | 23115      | 23260        |
| Malleret                   | 43                       | 11,80      | 4                | 23119      | 23260        |
| Mérinchal                  | 661                      | 45,45      | 15               | 23131      | 23420        |
| Pontcharraud               | 83                       | 9,56       | 9                | 23156      | 23260        |
| Rougnat                    | 474                      | 41,01      | 12               | 23164      | 23700        |
| Saint-Agnant-près-Crocq    | 186                      | 25,51      | 7                | 23178      | 23260        |
| Saint-Bard                 | 95                       | 9,36       | 10               | 23184      | 23260        |
| Saint-Georges-Nigremont    | 145                      | 18,59      | 8                | 23198      | 23500        |
| Saint-Martial-le-Vieux     | 151                      | 22,22      | 7                | 23215      | 23100        |
| Saint-Maurice-près-Crocq   | 100                      | 14,10      | 7                | 23218      | 23260        |
| Saint-Merd-la-Breuille     | 195                      | 40,19      | 5                | 23221      | 23100        |
| Saint-Oradoux-de-Chirouze  | 71                       | 28,58      | 2                | 23224      | 23100        |
| Saint-Oradoux-près-Crocq   | 109                      | 13,36      | 8                | 23225      | 23260        |
| Saint-Pardoux-d’Arnet      | 164                      | 16,44      | 10               | 23226      | 23260        |
| Sermur                     | 103                      | 19,50      | 5                | 23171      | 23700        |
| Kanton Auzances            | 7.476                    | 702,39     | 11               | 2303       | –            |

Bis zur landesweiten Neuordnung der französischen Kantone im März 2015 gehörten zum Kanton Aubusson die zwölf Gemeinden Auzances, Brousse, Bussière-Nouvelle, Chard, Charron, Châtelard, Dontreix, Le Compas, Les Mars, Lioux-les-Monges, Rougnat und Sermur. Sein Zuschnitt entsprach einer Fläche von 210,80 km2.

### Bevölkerungsentwicklung des alten Kantons bis 2012
| 1962  | 1968  | 1975  | 1982  | 1990  | 1999  | 2006  | 2012  |
| ----- | ----- | ----- | ----- | ----- | ----- | ----- | ----- |
| 5.520 | 5.193 | 4.809 | 4.465 | 3.956 | 3.496 | 3.499 | 3.376 |

## Politik
Bei der Stichwahl zum Generalrat des Départements Creuse am 29. März 2015 gewann das Gespann Jérémie Sauty/Valérie Simonet (UMP/jetzt LR) gegen Philippe Breuil/Françoise Simon (Union de la gauche) mit einem Stimmenanteil von 51,59 % (Wahlbeteiligung:68,44 %).
| Vertreter im conseil général des Départements | Vertreter im conseil général des Départements | Vertreter im conseil général des Départements |
| Amtszeit                                      | Name                                          | Partei                                        |
| --------------------------------------------- | --------------------------------------------- | --------------------------------------------- |
| 1979–1992                                     | Yves Parry                                    | DVD                                           |
| 1992–2004                                     | André Vénuat                                  | PS                                            |
| 2004–2015                                     | Valérie Simonet                               | UMP                                           |
| 2015–                                         | Jérémie Sauty Valérie Simonet                 | UMP/LR                                        |